# Erethistoides senkhiensis
Erethistoides senkhiensis är en fiskart som beskrevs av Tamang, Chaudhry och Madhumita Choudhury 2008. Erethistoides senkhiensis ingår i släktet Erethistoides och familjen Erethistidae. IUCN kategoriserar arten globalt som otillräckligt studerad. Inga underarter finns listade i Catalogue of Life.